# دوري كرة القدم الإنجليزي 1903–04
دوري كرة القدم الإنجليزي 1903–04 هو موسم من دوري كرة القدم الإنجليزي. أقيم خلال الفترة 1 سبتمبر 1903 وحتى 30 أبريل 1904، وفاز فيه شيفيلد وينزداي.